# Nikolaj Groth
Nikolaj Groth (Copenaghen, 3 maggio 1994) è un attore e modello danese.

## Filmografia parziale

### Cinema
- The Absent One - Battuta di caccia, regia di Mikkel Nøgaard (2014)
- One-Two-Three Now!, regia di Barbara Topsøe-Rothenborg (2016)

### Televisione
- Rita - serie TV (2012-2020)

## Premi e riconoscimenti
- Robert Award
  - Candidatura al miglior attore in una serie TV per Rita